# Борисцево (Московская область)
Борисцево — деревня в Сергиево-Посадском районе Московской области, в составе муниципального образования сельского поселения Шеметовское (до 29 ноября 2006 года входил в состав Закубежского сельского округа).

## Население
| 2002 | 2006 | 2010 |
| ---- | ---- | ---- |
| 0    | →0   | →0   |

## География
Борисцево расположено примерно в 48 км на север от Сергиева Посада, в пойме реки Дубны, по левому берегу, на территории заказника «Журавлиная Родина», высота центра деревни над уровнем моря — 131 м.